# Collegio plurinominale Veneto 1 - 02
Il collegio elettorale plurinominale Veneto 1 - 02 è stato un collegio elettorale plurinominale della Repubblica Italiana per l'elezione della Camera tra il 2017 ed il 2022.

## Territorio
Come previsto dalla legge elettorale italiana del 2017, il collegio era stato definito tramite decreto legislativo all'interno della circoscrizione Veneto 1.
Il collegio comprendeva la zona definita dai quattro collegi uninominali Veneto 1 - 05 (Montebelluna), Veneto 1 - 06 (Conegliano), Veneto 1 - 07 (Belluno) e Veneto 1 - 08 (Treviso).

## Dati elettorali

### XVIII legislatura
Come previsto dalla legge elettorale, 386 deputati erano eletti in 63 collegi plurinominali con ripartizione proporzionale a livello nazionale tra le coalizioni e le singole liste che avessero superato la soglia di sbarramento stabilita.
Nel collegio venivano eletti 10 deputati.
| Liste          | Liste                               | Proporzionale | Proporzionale | Proporzionale | Maggioritario | Maggioritario | Maggioritario |  |
| Liste          | Liste                               | Voti          | %             | Seggi         | Voti          | %             | Seggi         |  |
| -------------- | ----------------------------------- | ------------- | ------------- | ------------- | ------------- | ------------- | ------------- |  |
|                | Lega                                | 189 486       | 34,82         | 2             | 271 553       | 49,90         | 4             |  |
|                | Forza Italia                        | 56 421        | 10,37         | 1             | 271 553       | 49,90         | 4             |  |
|                | Fratelli d'Italia                   | 21 967        | 4,04          | 1             | 271 553       | 49,90         | 4             |  |
|                | Noi con l'Italia – UDC              | 3 679         | 0,68          | –             | 271 553       | 49,90         | 4             |  |
|                | Movimento 5 Stelle                  | 121 205       | 22,27         | 1             | 121 205       | 22,27         | –             |  |
|                | Partito Democratico                 | 93 540        | 17,19         | 1             | 114 105       | 20,97         | –             |  |
|                | +Europa                             | 15 844        | 2,91          | –             | 114 105       | 20,97         | –             |  |
|                | Italia Europa Insieme               | 2 729         | 0,50          | –             | 114 105       | 20,97         | –             |  |
|                | Civica Popolare                     | 1 992         | 0,37          | –             | 114 105       | 20,97         | –             |  |
|                | Liberi e Uguali                     | 13 526        | 2,49          | –             | 13 526        | 2,49          | –             |  |
|                | Il Popolo della Famiglia            | 5 215         | 0,96          | –             | 5 215         | 0,96          | –             |  |
|                | CasaPound                           | 4 458         | 0,82          | –             | 4 458         | 0,82          | –             |  |
|                | Potere al Popolo!                   | 3 650         | 0,67          | –             | 3 650         | 0,67          | –             |  |
|                | Italia agli Italiani (FN - MSFT)    | 3 244         | 0,60          | –             | 3 244         | 0,60          | –             |  |
|                | Partito Valore Umano                | 2 333         | 0,43          | –             | 2 333         | 0,43          | –             |  |
|                | 10 Volte Meglio                     | 2 207         | 0,41          | –             | 2 207         | 0,41          | –             |  |
|                | Grande Nord                         | 2 179         | 0,40          | –             | 2 179         | 0,40          | –             |  |
|                | Partito Repubblicano Italiano – ALA | 566           | 0,10          | –             | 566           | 0,10          | –             |  |
| Totale         | Totale                              | 544 241       | 100           | 6             | 544 241       | 100           | 4             |  |
|                |                                     |               |               |               |               |               |               |  |
| Schede bianche | Schede bianche                      | 5 775         | 1,03          |               |               |               |               |  |
| Schede nulle   | Schede nulle                        | 10 108        | 1,80          |               |               |               |               |  |
| Votanti        | Votanti                             | 560 124       | 77,43         |               |               |               |               |  |
| Elettori       | Elettori                            | 723 364       |               |               |               |               |               |  |

## Eletti

### Eletti nei collegi uninominali
Eletti nella coalizione di centro-destra (Lega - FI - FdI - NcI-UDC)
| Collegio uninominale | Eletto | Eletto           | Partito |
| -------------------- | ------ | ---------------- | ------- |
| 5. Montebelluna      |        | Ingrid Bisa      | Lega    |
| 6. Conegliano        |        | Marica Fantuz    | Lega    |
| 7. Belluno           |        | Mirco Badole     | Lega    |
| 8. Treviso           |        | Raffaele Baratto | FI      |

1. ↑  In data 27.05.2021 aderisce al gruppo Coraggio Italia; in data 23.06.2022 al gruppo misto, non iscritti; in data 07.07.2022 alla componente «Coraggio Italia».

### Eletti nella quota proporzionale
| Lega                             | Movimento 5 Stelle | Partito Democratico | Forza Italia | Fratelli d'Italia |
| -------------------------------- | ------------------ | ------------------- | ------------ | ----------------- |
|                                  |                    |                     |              |                   |
| Angela Colmellere Franco Manzato | Federico D'Incà    | Roger De Menech     | Dario Bond   | Luca De Carlo     |

1. ↑  In data 30.07.2022 aderisce al gruppo misto, non iscritti.
2. ↑  In data 05.08.2020 decade per riconteggio schede; subentra Giuseppe Paolin, eletto nella lista Lega (Luca De Carlo escluso dal Parlamento: al suo posto il trevigiano Paolin).